# Юбиляция

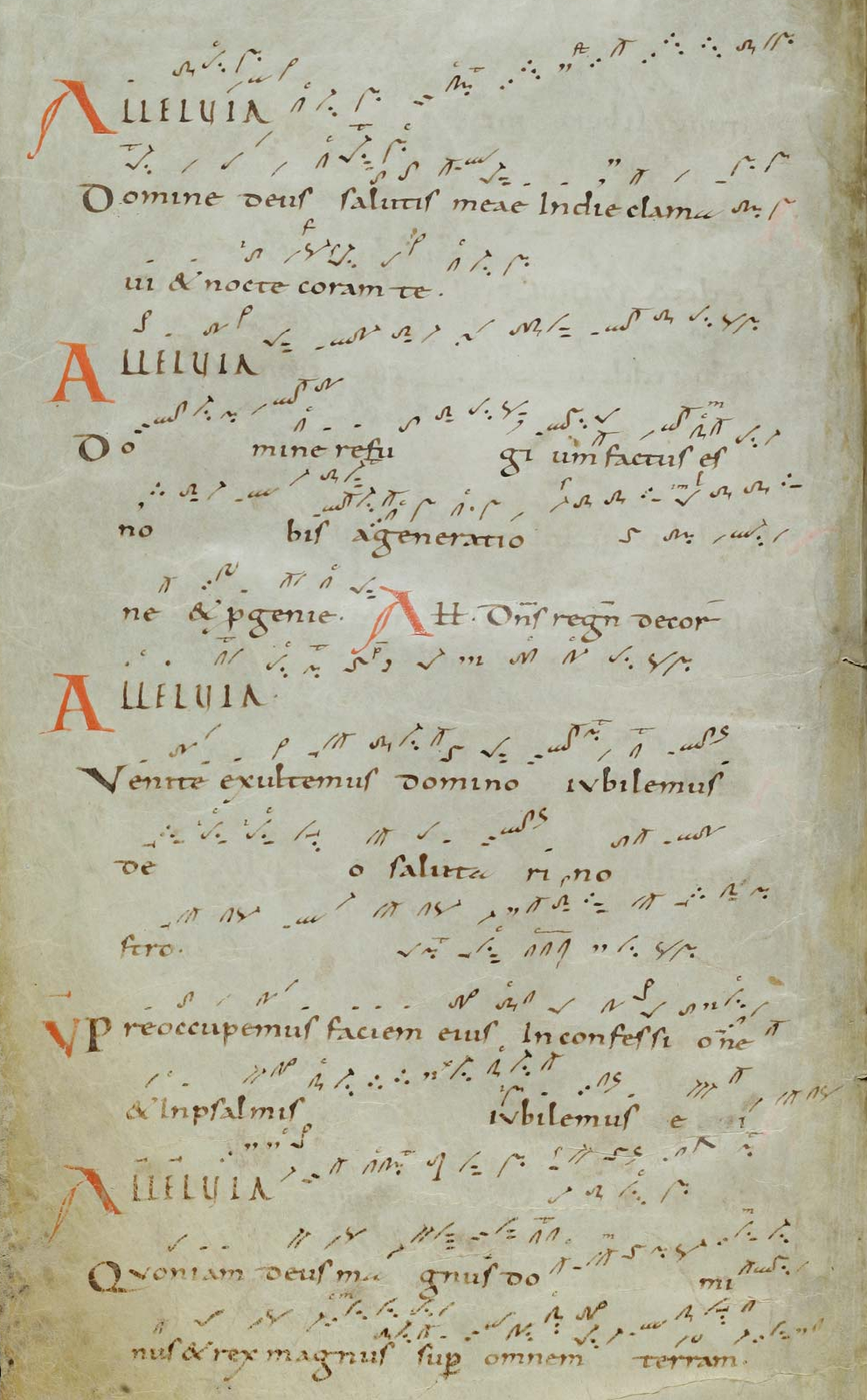
Юбиляции в рукописи, известной как Санкт-Галленский кантаторий (аббревиатура RISM CH-SGs Cod. 359; X век)

Юбиля́ция (от лат. jubilatio, также jubilus — «ликование») в аллилуйях григорианских распевов — мелизматический распев заключительного слога в слове alleluia. Помимо того юбиляция в аллилуйе возобновляется после псалмового стиха (верса).
Путём тропирования юбиляций возникла (первоначально для запоминания ненотированных долгих мелизмов) секвенция (в том числе, в сборнике Liber hymnorum Ноткера).
В широком (нетерминологическом) смысле «юбиляцией» называют любой обширный мелизматический распев в церковном пении.